# H-I
El H1 és un Coet  japonès de tres etapes desenvolupat a mitjans dels anys 1970 per l'antiga agència espacial japonesa (ISAS) i el Laboratori Nacional Aeroespacial (NAL), i construït per Mitsubishi. La primera etapa es tractava en realitat d'una versió del coet  Delta Estats Units, assistida per coets acceleradors de  combustible sòlid, construïda sota llicència. La segona etapa era criogènica, íntegrament japonesa, igual que la tercera, alimentada per combustible sòlid.
En total es van llançar 9 H-1, el primer el 12 d'agost de 1986 i l'últim l'11 de febrer de 1992, amb una taxa d'èxit del 100%.

## Especificacions
- Càrrega màxima: 3200 kg a LEO (185 km), 1100 kg a una òrbita de transferència a GEO
- Empenyiment en l'enlairament: 2131,8  kN
- Massa total: 142.260 kg
- Diàmetre del cos principal: 2,44 m
- Longitud total: 42 m

## Etapes

### Coets acceleradors
- Massa total: 4424 kg
- Massa en buit: 695 kg
- Empenta (en el buit): 258,915 kN
- Impuls específic (en el buit): 262 s
- Impuls específic (nivell del mar): 232 s
- Temps de combustió: 37 s
- Diàmetre: 0,79 m
- Longitud: 6,04 m
- Propelentes: combustible sòlid
- Motor: TX-354-3

### Primera etapa
- Massa total: 85.800 kg
- Massa en buit: 4400 kg
- Empenta (en el buit): 866,710 kN
- Impuls específic (en el buit): 290 s
- Impuls específic (nivell del mar): 253 s
- Temps de combustió: 270 s
- Diàmetre: 2,44 m
- Longitud: 22,00 m
- Propelentes: LOX i querosè
- Motor: MB-3-3

### Segona etapa
- Massa total: 10.600 kg
- Massa en buit: 1800 kg
- Empenta (en el buit): 102,9 kN
- Impuls específic (en el buit): 450 s
- Temps de combustió: 370 s
- Diàmetre: 2,49 m
- Longitud: 10,32 m
- Propelentes: LOX i LH2
- Motor: LE-5

### Tercera etapa
- Massa total: 2.200 kg
- Massa en buit: 360 kg
- Empenyiment (en el buit): 77,4 kN
- Impuls específic (en el buit): 291 s
- Temps de combustió: 220 s
- Diàmetre: 1,34 m
- Longitud: 2,34 m
- Propelentes: combustible sòlid
- Motor: H-1-3